# Albrecht Heldrich
Albrecht Heldrich (* 13. Oktober 1862 in Kronach; † 28. September 1928 in Tölz) war ein deutscher Reichsgerichtsrat.

## Leben
Nach dem Besuch der Königlichen Studien- und Erziehungs-Anstalt in Neuburg an der Donau wurde Heldrich 1882 als Stipendiat in das Maximilianeum aufgenommen. Hierbei wurde er auf den bayerischen Landesherrn vereidigt. Seit 1882 war er Mitglied der musischen Studentenverbindung Akademischer Gesangverein München im SV.  1890 wurde er Amtsrichter. 1896 ernannte man ihn zum II. Staatsanwalt. Auf die Richterbank zurück wechselte er 1898 als Rat am Landgericht. 1906 wurde er I. Staatsanwalt und 1910 Oberlandesgerichtsrat. An das Reichsgericht kam er Neujahr 1916. Er war sowohl in Zivil- als auch in Strafsenaten tätig. Mitte September 1928 trat er in den Ruhestand. Knapp zwei Wochen später verstarb er.

## Familie
Sein Vater war ein Oberbahnamtsinspekteur. Seine Schwester Karoline war seit 1888 mit dem späteren Präsidenten der Bayerischen Versicherungskammer Ferdinand von Englert (1862–1935) verheiratet. Aus seiner am 25. März 1895 in München geschlossenen Ehe mit Maria Eberth (* 28. Dezember 1875 in München), stammt der Rechtswissenschaftler Karl Heldrich (1900–1939).

## Quelle
- Adolf Lobe: Fünfzig Jahre Reichsgericht am 1. Oktober 1929. Berlin 1929, S. 381.

| Personendaten    | Personendaten               |
| ---------------- | --------------------------- |
| NAME             | Heldrich, Albrecht          |
| KURZBESCHREIBUNG | deutscher Reichsgerichtsrat |
| GEBURTSDATUM     | 13. Oktober 1862            |
| GEBURTSORT       | Kronach                     |
| STERBEDATUM      | 28. September 1928          |
| STERBEORT        | Tölz                        |